# Guigang
Guigang (em chinês tradicional: 貴港; chinês simplificado: 贵港; pinyin: Guìgǎng; Zhuang:Gveigangj) é uma localidade situada ao sudeste da Regiao Autónoma Zhuang de Quancim, na República Popular da China. Ocupa uma área total de 10.595 Km² dos quais 1.092 km² correspondem à cidade propriamente dita. As etnias presentes na cidade são Zhuang, Yao, Hui, Miao, Han e Dong. Segundo dados de 2010, Guigang possuí  5.033.101 habitantes, 28.5% das pessoas que pertencem ao grupo étnico Zhuang.